# George al II-lea al Marii Britanii
George al II-lea (George Augustus); (n. 10 noiembrie 1683, Hanovra, Principality of Calenberg⁠(d) – d. 25 octombrie 1760, Londra, Regatul Marii Britanii) a fost rege al Marii Britanii și Irlandei, Duce de Braunschweig-Lüneburg (Hanovra) și Prinț Elector al Sfântului Imperiu Roman de la 11 iunie 1727, până la moartea sa.
El a fost ultimul monarh britanic născut în afara Marii Britanii și a fost renumit pentru numeroasele sale conflicte cu tatăl său și, ulterior, cu fiul său. Ca rege, el a exercitat un control mic asupra politicii în timpul domniei sale, guvernarea fiind controlată de facto de primul ministru, Sir Robert Walpole.

## Familia

George împreună cu mama sa, Sophia Dorothea de Celle, și sora sa, Sophia Dorothea de Hanovra.

Ducele Georg August de Hanovra s-a născut la Palatul Herrenhausen, Hanovra (Germania). A fost fiul lui Georg Ludwig (viitorul rege George I al Marii Britanii) și al soției lui, Sophia de Celle; atât George cât și Sophia au comis adulter însă abandonul Sofiei a condus la divorțul din 1694.
Unul din verii primari nelegitimi ai regelui George al II-lea a fost Adolf Nikolaus von Buccow (1712-1764), guvernatorul Marelui Principat al Transilvaniei.

## Primii ani
Regina Anne, care a urcat pe tronul britanic în 1702, l-a făcut pe George cetățean englez în 1705, Cavaler Garter în 1706 și i-a acordat titlurile de Duce de Cambridge, Conte de Milford Haven, Viconte de Northallerton și Baron Tewkesbury.
În 1708 George a participat la Bătălia de la Oudenarde, a luptat în avangardă și a fost aruncat de pe cal, dar n-a fost rănit.
La 22 august 1705, la Hanovra, George s-a căsătorit cu Margravine Caroline de Brandenburg-Ansbach. Inteligentă și atractivă, Caroline era o mireasă căutată. Caroline era una dintre prințesele luate în considerare pentru coroana spaniolă, dar a refuzat, pentru că ar fi însemnat renunțarea la credința ei protestantă pentru catolicism.

## Cearta cu regele
George a primit titlul de Prinț de Wales, după ascensiunea tatălui său la tronul Regatului Unit al Marii Britanii și al Irlandei în 1714. Prințul de Wales era în relații proaste cu tatăl lui. Când Prințesa de Wales a dat naștere Prințului George William în 1717, în familie a urmat cearta; la botez, Prințul de Wales a insistat ca nașul copilului să fie Thomas Pelham-Holles, Duce de Newcastle, (pe care regele îl detesta), în timp ce regele a ales ca naș pe fratele său apropiat, Ducele de York și Albany. Când a publicat o vituperație a tatălui său, Prințul de Wales a fost temporar pus sub arest. Ulterior, regele l-a alungat pe fiul său de la Palatul Sf. James, reședința regelui și l-a exclus din toate ceremoniile publice.

## Titluri, onoruri și arme
|                                                         |
| Stema de arme ca Prinț Moștenitor al Hanovrei 1698–1714 |

| See adjacent text                         |
| Stema de arme ca Prinț de Wales 1714–1727 |

|                                                               |
| Stema de arme ca regele George II al Marii Britanii 1727–1760 |